# Nils Ameck

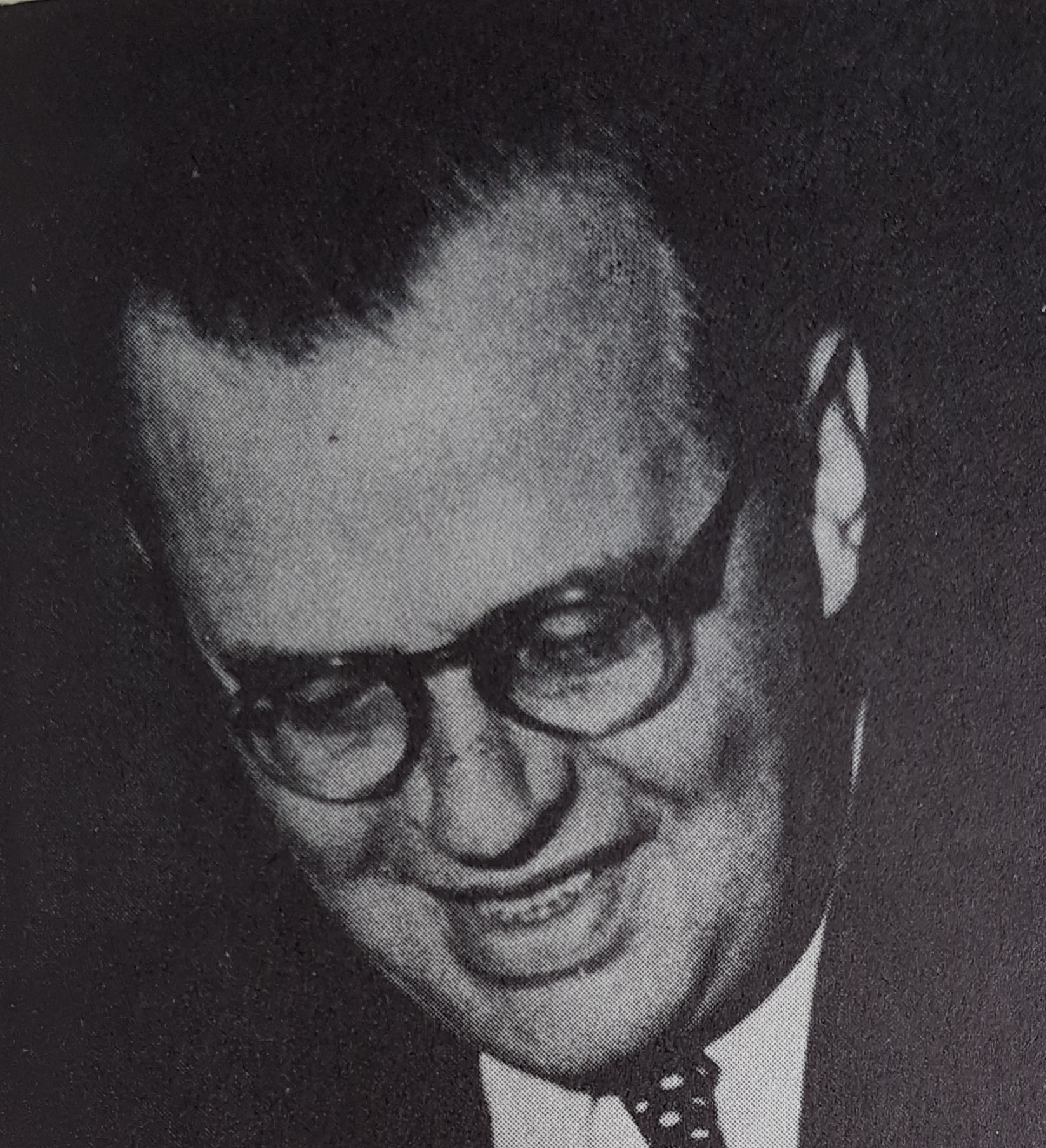
Nils Ameck.

Nils August Viktor Ameck, född 9 september 1898 i Kungshamns församling, död 14 juli 1956 i Maria Magdalena församling i Stockholm, var en svensk tecknare och målare.
Han var son till Karl August Karlsson och hans hustru Alma Mathilda. Ameck studerade vid Slöjdföreningens skola i Göteborg samt vid Althins målarskola och Konsthögskolan i Stockholm. 
Separat ställde han ut på Holmquists konstsalong i Stockholm 1946. Han var verksam som sporttecknare i Ny Tid 1935-1940 och därefter i Morgontidningen. Hans konst består av teckningar och akvareller med ett poetiskt skämtlynne.